# Димитър Попгеоргиев
Вижте пояснителната страница за други личности с името Димитър Македонски.
Димитър Попгеоргиев, известен още и като Мите, Беровски и Македонски, (изписване до 1945 година: Димитъръ попъ Георгиевъ Беровски) е български революционер, войвода и просветен деец от Македония.

## Биография

### Ранни години
Димитър Попгеоргиев е роден през 1840 година в Берово, Малешевско, като баща му и брат му Иван са свещеници в града. Първоначално учи в родното си село, след което баща му го праща в гръцкото училище в Солун. През 1858 година постъпва в духовната семинария в Одеса, но не я завършва. Тук се запознава с Георги Раковски и попада под негово идейно влияние. По-късно емигрира в Сърбия и участва в Първата българска легия в Белград през 1862 година. През 1863 година постъпва за кратко като доброволец в сръбската войска. През периода 1863 – 1876 година Димитър Попгеоргиев поддържа кореспонденция и сътрудничи на Стефан Веркович. По това време се запознава и с Арсени Костенцев. Той остава в сръбското княжество до края на 1865 година, когато с паричен заем от Стефан Веркович чрез Павел Шафарик успява да се завърне в родното си Берово.

### Църковно-просветни борби
В края на 1865 година се завръща в Берово. От 1865 до 1868 година той учителствува в Берово, а по-късно и на други места в Малешевско. Той донесъл пръв в Берово български учебници и изхвърлил от беровското училище сръбските книги. През 1873 година народът го избира за ръководител на училищните и църковните дела в общината. Всичките си усилия обаче той посветил на борбата за независима българска църква. Застава начело на борбата в Малешево срещу гръцкото духовенство. След като опитът да се присъединят към духовната власт на Българската екзархия и Дамаскин Велешки пропада, беровци започват открита борба. През 1874 година под негово ръководство селяните от Берово изгонват струмишкия гръцкия владика Йеротей, за което той е хвърлен в затвора. След бягство от затвора Попгеоргиев се установява в Цариград и влиза във връзка със Стоян Чомаков, Авксентий Велешки, Христо Тъпчилищов и други активисти на Българската екзархия. Заплашен от арест на турската полиция той се прехвърля в Солун. Междувременно недоволството на малешевци към Йеротей е било тъй силно, че през 1874 година Беровската българска община, поради отказа да бъде допусната до Екзархията, се обърнала към българския униатския епископ Рафаил Попов в Одрин да бъде приета в унията. Така Беровски е изпратен от българската църковна общност като придружител на Нил Изворов при обиколките му в района и се увлича от идеята за българска уния като средство за решаването на църковно-националния въпрос. Скоро обаче скъсва с униятството и достига до убеждението, че единственият начин за разрешаването на националния въпрос е политическата борба.

### Разловското и Кресненско-Разложкото въстание
В Солун през 1875 година оглавява подготовката на Разловското въстание, като създава революционно ядро около сдружението „Българска зора“. Станислава Караиванова заедно с майка си ушиват и извезват знамето за четата на Димитър Беровски. Съчиняват и песен за него през 1876 година, която му предават в писмен вид преди началото на въстанието. В нея се пее:
| „ | Я дойди при мене българке Ела след мен сестричке Облечи бела премена да идем в гора зелена. | “ |

По време на Априлското въстание Попгеоргиев е ръководител на Разловската чета. Въстаническите ѝ действия срещу турската власт се водят с променлив успех. В това време съратник на Димитър Беровски е и Никола Малешевски. След разгрома на въстанието Димитър Попгеоргиев продължава да води дружина из Малешевско, Пиянечко, Мелнишко и Петричко. Дейността ѝ се активизира особено след обявяването на Руско-турската война през 1877 година, като по това време четата се състои от 30 доброволци от Разловското въстание. Четник в четата е и брат му Костадин Попгеоргиев. В началото на 1878 година четата му се среща с тази на Ильо войвода в Пиянечко. Двамата войводи започват да установяват българска власт в целия Пиянечки край по долината на река Брегалница.
След Берлинския конгрес Димитър Попгеоргиев взема активно участие в подготовката и провеждането на Кресненско-Разложкото въстание от края на 1878 и началото на 1879 година. На 8 октомври 1878 година е определен за началник-щаб на въстанието, като заема този пост до 29 октомври, когато е арестуван за кратко, поради интригите на руските офицери Адам Калмиков и Луис Войткевич. От 19 ноември същата година отново е войвода на чета от 50 доброволци и въстаници в Игралища, в района Каршияка, Петричко. В разгара на въстаническите боеве по инициатива на Натанаил Охридски и въстаническото ръководство била изпратена една делегация в Учредителното събрание в Търново, в която участвал и Беровски. Нейната задача била да изрази горещото желание на всички българи от Македония за обединение с България, но мисията завършила без успех.

### В Свободна България
След потушаването на въстанието Беровски се установява със семейството си в Кюстендил. Назначен е за окръжен полицейски пристав на града, а през първата половина на 1880 година за пристав в Цариброд. По-късно е околийски началник на град Радомир. През 1884 година се оттегля в село Долна Гращица, Кюстендилско, където закупува чифлик и се занимава със земеделие.
През Сръбско-българската война от 1885 година Попгеоргиев застава начело на доброволческата чета на Ильо войвода, която на 4 ноември се присъединява към новосформирания Радомирски отряд и води боеве срещу сръбската Моравска дивизия. Награден е с орден „За храброст“.
През 1895 година Попгеоргиев е сред основателите на македонско благотворително дружество „Македония“ в Кюстендил, на което е избран за съветник на настоятелството му. В края на годината през декември е делегат от Бургаското македонско дружество на Втория конгрес на Македонската организация.
Домът му се превръща в база на македоно-одринското революционно движение. Според Христо Силянов Попгеоргиев е първият кюстендилски пунктов началник на ВМОРО. В действителност Димитър Попгеоргиев е председател на настоятелството на Кюстендилско македоно-одринско дружество между 1898 – 1899 година.
За кратко време (18 юли – 12 септември 1902 година), когато кюстендилският кмет Михаил Давидов е отстранен от поста си по политически причини от правителството на Стоян Данев, Димитър Попгеоргиев го замества като председател на Тричленната комисия, управляваща кметството. На 12 септември 1902 година Михаил Давидов е възстановен на кметския пост.
Димитър Попгеоргиев Беровски умира на 19 декември 1907 година в Долна Гращица, където е погребан. Според други източници той умира в Кюстендил.
Неговият син Станимир Беровски (1872 – 1945) съхранява бащините си архиви, които след смъртта му се съхраняват от по-малкия му брат Стоян. През 1972 година част от тях са откраднати от скопски емисари. Откраднатите документи са обявени в скопски издания за „новооткрити“. От стреса причинен от тази кражба Стоян се разболява и умира.

## Родословие
|  |  |  |  |  |  |  |  |  |  |  |  |                     |                     |                     |                     |                                 |                                 |                                 |                                 |                                   |                                   |                                   |                                   | Поп Георги                        |                                   |                   |                   |                                                 |                                                 |                                                 |                                                 |                                                 |                                                 |  |  |                      |                      |                      |                      |                      |                      |  |  |  |  |  |  |  |  |  |  |  |  |  |  |  |  |  |  |  |  |  |  |  |  |  |  |  |  |  |  |  |  |
|  |  |  |  |  |  |  |  |  |  |  |  |                     |                     |                     |                     |                                 |                                 |                                 |                                 |                                   |                                   |                                   |                                   |                                   |                                   |                   |                   |                                                 |                                                 |                                                 |                                                 |                                                 |                                                 |  |  |                      |                      |                      |                      |                      |                      |  |  |  |  |  |  |  |  |  |  |  |  |  |  |  |  |  |  |  |  |  |  |  |  |  |  |  |  |  |  |  |  |
|  |  |  |  |  |  |  |  |  |  |  |  |                     |                     |                     |                     |                                 |                                 |                                 |                                 |                                   |                                   |                                   |                                   |                                   |                                   |                   |                   |                                                 |                                                 |                                                 |                                                 |                                                 |                                                 |  |  |                      |                      |                      |                      |                      |                      |  |  |  |  |  |  |  |  |  |  |  |  |  |  |  |  |  |  |  |  |  |  |  |  |  |  |  |  |  |  |  |  |
|  |  |  |  |  |  |  |  |  |  |  |  | Алексий Попгеоргиев | Алексий Попгеоргиев | Алексий Попгеоргиев | Алексий Попгеоргиев | Алексий Попгеоргиев             | Алексий Попгеоргиев             |                                 |                                 | Димитър Попгеоргиев (1840 – 1907) | Димитър Попгеоргиев (1840 – 1907) | Димитър Попгеоргиев (1840 – 1907) | Димитър Попгеоргиев (1840 – 1907) | Димитър Попгеоргиев (1840 – 1907) | Димитър Попгеоргиев (1840 – 1907) |                   |                   | Константин Попгеоргиев (около 1840 – след 1897) | Константин Попгеоргиев (около 1840 – след 1897) | Константин Попгеоргиев (около 1840 – след 1897) | Константин Попгеоргиев (около 1840 – след 1897) | Константин Попгеоргиев (около 1840 – след 1897) | Константин Попгеоргиев (около 1840 – след 1897) |  |  | Поп Иван Попгеоргиев | Поп Иван Попгеоргиев | Поп Иван Попгеоргиев | Поп Иван Попгеоргиев | Поп Иван Попгеоргиев | Поп Иван Попгеоргиев |  |  |  |  |  |  |  |  |  |  |  |  |  |  |  |  |  |  |  |  |  |  |  |  |  |  |  |  |  |  |  |  |
|  |  |  |  |  |  |  |  |  |  |  |  | Алексий Попгеоргиев | Алексий Попгеоргиев | Алексий Попгеоргиев | Алексий Попгеоргиев | Алексий Попгеоргиев             | Алексий Попгеоргиев             |                                 |                                 | Димитър Попгеоргиев (1840 – 1907) | Димитър Попгеоргиев (1840 – 1907) | Димитър Попгеоргиев (1840 – 1907) | Димитър Попгеоргиев (1840 – 1907) | Димитър Попгеоргиев (1840 – 1907) | Димитър Попгеоргиев (1840 – 1907) |                   |                   | Константин Попгеоргиев (около 1840 – след 1897) | Константин Попгеоргиев (около 1840 – след 1897) | Константин Попгеоргиев (около 1840 – след 1897) | Константин Попгеоргиев (около 1840 – след 1897) | Константин Попгеоргиев (около 1840 – след 1897) | Константин Попгеоргиев (около 1840 – след 1897) |  |  | Поп Иван Попгеоргиев | Поп Иван Попгеоргиев | Поп Иван Попгеоргиев | Поп Иван Попгеоргиев | Поп Иван Попгеоргиев | Поп Иван Попгеоргиев |  |  |  |  |  |  |  |  |  |  |  |  |  |  |  |  |  |  |  |  |  |  |  |  |  |  |  |  |  |  |  |  |
|  |  |  |  |  |  |  |  |  |  |  |  |                     |                     |                     |                     |                                 |                                 |                                 |                                 |                                   |                                   |                                   |                                   |                                   |                                   |                   |                   |                                                 |                                                 |                                                 |                                                 |                                                 |                                                 |  |  |                      |                      |                      |                      |                      |                      |  |  |  |  |  |  |  |  |  |  |  |  |  |  |  |  |  |  |  |  |  |  |  |  |  |  |  |  |  |  |  |  |
|  |  |  |  |  |  |  |  |  |  |  |  |                     |                     |                     |                     | Станимир Беровски (1872 – 1945) | Станимир Беровски (1872 – 1945) | Станимир Беровски (1872 – 1945) | Станимир Беровски (1872 – 1945) | Станимир Беровски (1872 – 1945)   | Станимир Беровски (1872 – 1945)   |                                   |                                   | Владимир Беровски                 | Владимир Беровски                 | Владимир Беровски | Владимир Беровски | Владимир Беровски                               | Владимир Беровски                               |                                                 |                                                 |                                                 |                                                 |  |  |                      |                      |                      |                      |                      |                      |  |  |  |  |  |  |  |  |  |  |  |  |  |  |  |  |  |  |  |  |  |  |  |  |  |  |  |  |  |  |  |  |